# Etnische vlag
Een etnische vlag, ook wel een culturele vlag, is een vlag die een bepaalde etnische groep symboliseert. Etnische vlaggen worden vaak geïntroduceerd in de etnische gemeenschap via de respectieve culturele of politieke etnische bewegingen. Ze zijn populair onder diaspora's, etnische minderheden en sommige etnische meerderheden, vooral in multi-etnische landen.

## Achtergrond
Net als het concept van de nationale vlag van een staat zelf, is het concept van een "etnische vlag" modern, voor het eerst ontstaan aan het einde van de 19e eeuw; strikt genomen zijn de nationale vlaggen van natiestaten zelf "etnische vlaggen" en worden ze vaak gebruikt door etnische minderheden in naburige staten, vooral in de context van irredentisme (bijv. de vlag van de Republiek Albanië gebruikt als een "etnisch-Albanese vlag" door de Albanezen in Kosovo).
Etnische vlaggen worden vaak gebruikt bij irredentisme, als de "nationale vlag" van een voorgestelde of niet-erkende staat. De eerste dergelijke vlaggen werden ontworpen aan het einde van de 19e eeuw, zoals de Baskische vlag (1894) of de "Vlag van Zion" die vanaf 1898 werd gebruikt om het zionisme te symboliseren en die 50 jaar later de nationale vlag van Israël werd.
De meeste vroege etnische vlaggen impliceren een verband met een niet-erkende staat die door de respectieve etniciteiten wordt opgeëist, zoals de vlag van Koerdistan die oorspronkelijk de vlag van de Republiek Ararat was (1927). Een Hispaanse vlag werd ontworpen in 1932.
Een "etnische vlag" kan ook een pan-nationalisme vertegenwoordigen, zoals de Pan-Arabische vlag die oorspronkelijk de vlag van de Arabische opstand tijdens de Eerste Wereldoorlog was, de voorgestelde vlag van het Panslavisme (1848), het Paniranisme of Panturkisme.
Het concept om etnische vlaggen te gebruiken om etnische groepen binnen een multi-etnische staat te symboliseren, niet noodzakelijkerwijs verbonden met irredentisme, werd populair in de latere 20e eeuw, zoals de Aboriginevlag (1971), de Assyrische vlag (1971), de vlag van de Roma (1971), de Berberse vlag (1970), de vlag van de Samen (1986) of de nationale Maorivlag (1990). Het ontwerpen van etnische of tribale vlaggen is erg populair geworden sinds de jaren 1990, vooral voor online gebruik, en meestal hebben ze geen enkele vorm van "officiële" status en moeten ze worden beoordeeld op basis van de facto gebruik. In veel gevallen wordt de nationale vlag van een soevereine staat vaak gezien en gebruikt als een de facto etnische vlag door de bevolking.

## Etnische vlaggen in Afrika

Vlag van Acholi
Vlag van Afrikaners
Vlag van de Ambazonianen
Vlag van Ashanti
Vlag van Bari
Vlag van de Basters
Vlag van de Bedzja
Vlag van de Berbers
Vlag van Bété
Vlag van de Bosjesmannen
Vlag van de Bubi
Vlag van de Chagossen
Vlag van de Chaouis
Vlag van Darama
Vlag van de Dinka
Vlag van de Fur
Vlag van Harari
Vlag van Hausa
Vlag van Herero
Vlag van Igbo
Vlag van de Kanuri
Vlag van de Keniaanse Somaliërs
Vlag van Kikuyu
Vlag van Kopten
Vlag van Lango
Vlag van Lozi
Vlag van de Masai
Vlag van de Merina
Vlag van Nama
Vlag van Noeba
Vlag van de Nuer
Vlag van Ogaden
Vlag van de Ogoni
Vlag van de Oromo
Vlag van Ovambo
Vlag van de Pedi
Vlag van Riffijnen
Vlag van Saho
Vlag van Shilluk
Vlag van de Tigrinya
Vlag van de Toeareg
Vlag van de Toeboe
Vlag van de Xhosa
Vlag van de Yoruba

## Etnische vlaggen in Azië

Vlag van de Afghaanse Oezbeken
Vlag van de Aino
Vlag van de Akha
Vlag van de Alawieten
Vlag van Amis
Vlag van Arabische Israëliërs
Vlag van de Arameeërs
Vlag van de Assamezen
Vlag van de Assyriërs
Vlag van de Atjehnezen
Vlag van Balinezen
Vlag van Batak
Vlag van de Bengalen
Vlag van Bnei Menashe
Vlag van Bodo
Vlag van de Boerjaten
Vlag van de Burusho
Vlag van de Chakassen
Vlag van Chaldeeuwse katholieken
Vlag van Chin
Vlag van Don-Kozakken
Vlag van Druzen
Vlag van de Fins-Oegriërs
Vlag van Garo
Vlag van de Gurkha
Vlag van de Hamshenis
Vlag van de Hazara
Vlag van de Hlai
Vlag van de Ingoesjen
Vlag van Iraakse Turkmenen
Vlag van Jeju
Vlag van Kabylen
Vlag van de Kalmukken
Vlag van de Karakalpakken
Vlag van de Karatsjajers
Vlag van de Karatsjajers-Balkaren
Vlag van Khmer Loeu
Vlag van de Koemukken
Vlag van de Koerden
Vlag van Kumaoni
Vlag van Ladakh
Vlag van de Lahu
Vlag van de Limbu
Vlag van de Mantsjoes
Vlag van de Maronieten
Vlag van Meitei
Vlag van de Minahasa
Vlag van de Minangkabau
Vlag van de Molukkers
Vlag van Mro-Khimi
Vlag van Muong
Vlag van de Naga
Vlag van Palaung
Vlag van Pan-Turken
Vlag van de Pangasinanen
Vlag van de Pathanen
Vlag van de Perzen
Vlag van Pomaken
Vlag van de Qashqai
Vlag van Rajasthani
Vlag van de Rohingya
Vlag van Russische Armeniërs
Vlag van Russische Joden
Vlag van de Salar
Vlag van de Siberische Tataren
Vlag van de Siddi
Vlag van Sikh
Vlag van Sindhi's
Vlag van de Sjoren
Vlag van Syrische Turkmenen
Vlag van de Tabassaranen
Vlag van Tagalog
Vlag van Tai Dam
Vlag van de Tamils
Vlag van Tat
Vlag van Telugu
Vlag van Tripuri
Vlag van de Tsjoelymen
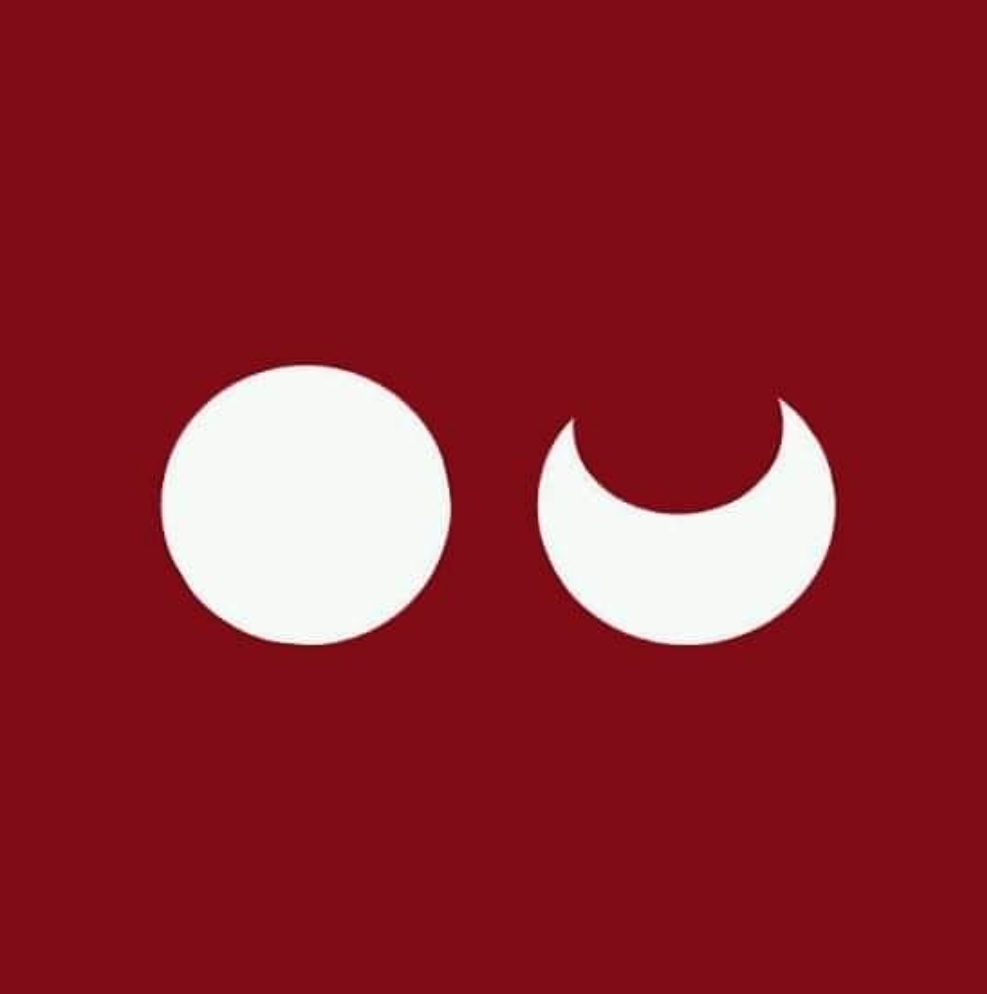
Vlag van Tulu
Vlag van West-Papoeanen
Vlag van Yi
Vlag van Zaza
Vlag van Zhuang
Vlag van Zo

## Etnische vlaggen in Europa

Vlag van de Abazijnen
Vlag van de Adygeeërs
Vlag van de Aroemenen
Vlag van de Ashkali
Vlag van de Baltische Duitsers
Vlag van de Basken
Vlag van Bosfinnen
Vlag van de Bosnische Kroaten
Vlag van de Bosnische Moslims
Vlag van de Brabanders
Vlag van de Bretons
Vlag van Cantabrianen
Vlag van Catalanen
Vlag van Donau-Zwaben
Vlag van de Fins-Oegriërs
Vlag van de Finstalige Zweden
Vlag van de Friezen
Vlag van de Friulianen
Vlag van de Galliërs
Vlag van de Hongaarse Duitsers
Vlag van de Ingrische Finnen
Vlag van de Jenischen
Vlag van de Kasjoeben
Vlag van de Koemukken
Vlag van Kopten
Vlag van de Krim-Tataren
Vlag van Letse Russen
Vlag van Lijven
Vlag van het Lotharings
Vlag van de Macedonische Grieken
Vlag van Mari
Vlag van Mulgi
Vlag van Nederlandse Nedersaksen
Vlag van Noord-Italianen
Vlag van Oost-Friezen
Vlag van Pan-Turken
Vlag van Pomaken
Vlag van Reto-Romanen
Vlag van Roethenen
Vlag van de Roma
Vlag van Russische Armeniërs
Vlag van Russische Joden
Vlag van de Samen
Vlag van de Servische Roemenen
Vlag van de Sorben
Vlag van de Stellingwerven
Vlag van de Tabassaranen
Vlag van de Tornedalianen
Vlag van Vlamingen
Vlag van de Võro's
Vlag van Walen
Vlag van de Wepsen
Vlag van de Woten
Vlag van de Zweedstalige Finnen

## Etnische vlaggen in Noord-Amerika

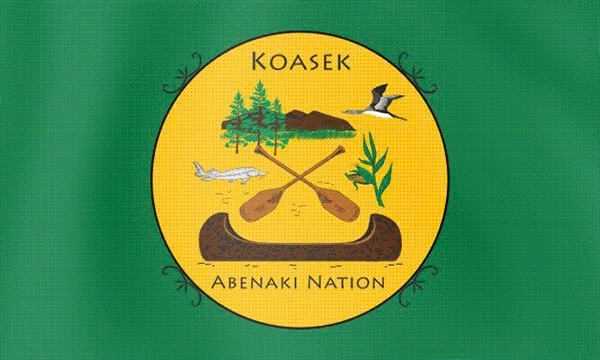
Vlag van de Abenaki
Vlag van Afro-Amerikanen
Vlag van Afro-Mexicanen
Vlag van de American Indian Movement
Vlag van Amish
Vlag van Arapaho
Vlag van Cajun
Vlag van Chaldeeuwse katholieken
Vlag van de Cherokee
Cherokee Peace Flag
Vlag van de Cheyenne
Vlag van het Choctaw
Vlag van de Cree
Vlag van Franco-Amerikanen
Vlag van Franco-Columbianen
Vlag van de Garifuna
Vlag van de Hawaïanen
Vlag van Hispanic
Vlag van Hispanic Heritage
Vlag van de Hopi
Vlag van de Innu
Vlag van Inuit
Vlag van de Irokezen
Vlag van Kopten
Vlag van de Louisiana Creolen
Vlag van de Maronieten
Vlag van de Maya's
Vlag van de Mayo
Vlag van de Anglo-Métis
Vlag van de Bois-Brûlés
Vlag van de Mi'kmaq
Vlag van de Mixe
Vlag van Mohawk
Vlag van de Musqueam
Vlag van de Nahua
Vlag van de Navajo
Vlag van de Odaawaag
Vlag van de Ojibweg
Vlag van de O’Odham
Vlag van Osage
Vlag van de Pawnee
Vlag van het Pine Ridge Indian Reservation
Vlag van de Tarahumara
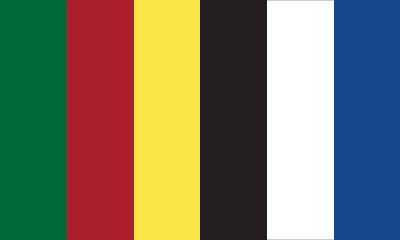
Vlag van Six Directions
Vlag van de Vietnamese Amerikanen
Vlag van de Zapoteken

## Etnische vlaggen in Oceanië

Vlag van Aborigines
Vlag van Larrakia
Vlag van Maori
Vlag van Muruwari
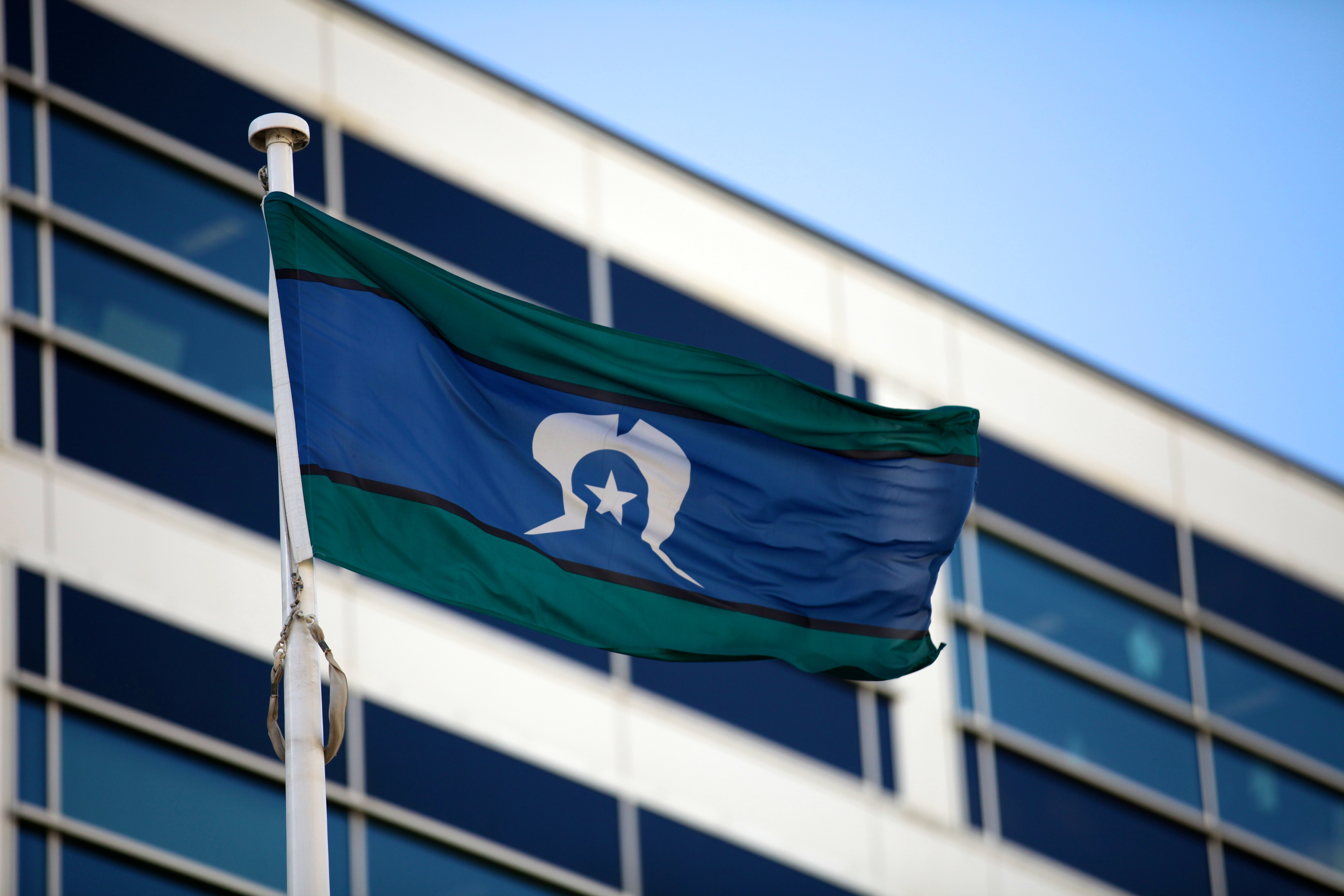
Vlag van de Straat Torres-eilanders

## Etnische vlaggen in Zuid-Amerika

Vlag van Aymara
Vlag van Diaguita
Vlag van de Guaraní
Vlag van Hispanic
Vlag van Hispanic Heritage
Vlag van de Maronieten
Vlag van de Miskito
Vlag van Muzo
Vlag van Inheemse Bolivianen
Vlag van Inheemse Colombianen
Vlag van Pastuso
Vlag van Pehuenche
Vlag van de Quichua
Vlag van de Qulla
Vlag van Raizal
Vlag van Toba
Vlag van Wichí
Vlag van Y Wladfa